# L. Q. Jones
L. Q. Jones, nacido Justus Ellis McQueen, Jr. (Beaumont, Texas, 19 de agosto de 1927-Los Ángeles, 9 de julio de 2022), fue un actor y director estadounidense, más conocido por su trabajo en las películas de Sam Peckinpah.

## Primeros años
Jones nació en Beaumont, Texas, hijo de Jessie Paralee (de soltera Stephens) y Justus Ellis McQueen Sr., un trabajador de ferrocarril. Después de servir en la Marina de los Estados Unidos de 1945 a 1946, Jones asistió a la Lamar Junior College (ahora Lamar University) y luego estudió derecho en la Universidad de Texas en Austin de 1950 a 1951. Trabajó como cómico, jugó brevemente al béisbol y al fútbol americano profesional, y se dedicó a la ganadería en Nicaragua antes de dedicarse a la actuación después de mantener correspondencia con su excompañero de cuarto de la universidad, Fess Parker. En ese momento, en 1954, Parker ya estaba en Hollywood trabajando en películas y televisión. Jones era metodista practicante y republicano registrado.

## Carrera
Jones hizo su debut en el cine bajo su nombre de nacimiento en el film Battle Cry, de 1955. Su personaje fue nombrado L. Q. Jones, y cuando le fue sugerido por los productores de películas que cambiara su nombre de pantalla para futuros proyectos, decidió que el nombre de su personaje debut sería una experiencia memorable. Apareció en numerosas películas en las décadas de 1960 y 1970. Se convirtió en miembro de la compañía de actores de Sam Peckinpah, apareciendo en su serie de televisión Klondike (1960–1961), Duelo en la alta sierra (1962), Major Dundee (1965), The Wild Bunch (1969), The Ballad of Cable Hogue (1970) y en Pat Garrett and Billy The Kid (1973).
Jones fue elegido con frecuencia junto a su amigo cercano, Strother Martin, siendo su participación más memorable juntos en The Wild Bunch. También aparecieron como personajes recurrentes en series del oeste como Cheyenne (1955), La ley del revólver (1955), Laramie, Two Faces West (1960-1961), y como el peón Andy Belden en El virginiano (1962). Participó además en la serie dramática militar Hombres de Annapolis, en la serie de oeste de la CBS Johnny Ringo, y en la serie del oeste de la NBC Jefferson Drum. Hizo dos apariciones especiales en Perry Mason, incluyendo el papel de estafador y víctima de asesinato de Charles B. Barnaby. También apareció en un episodio de The A-Team titulado "Cowboy George" y dos episodios de Profesión peligro, como el Sheriff Dwight Leclerc.
Jones dirigió, fue el productor ejecutivo y adaptó el guion de Un muchacho y su perro (1975). Otras películas suyas incluyen La colina de los diablos de acero (1957), Los desnudos y los muertos (1958), Flaming Star (1960), Cimarrón (1960), Comando (1962), Cometieron dos errores (1968), Stay Away, Joe (1968) y La Hermandad de Satán (1971). Además coprodujo y escribió Ataque contra el Terror: El FBI contra el Ku Klux Klan (1975) Lone Wolf McQuade (1983), Casino (1995), El desafío (1997), La máscara del Zorro (1998) y El último show (2006).

## Fallecimiento
Falleció en la noche del 9 de julio de 2022 mientras dormía. La noticia fue confirmada por sus familiares.

## Filmografía

### Cine
| Año  | Título                                 | Papel                              | Notas                          |
| ---- | -------------------------------------- | ---------------------------------- | ------------------------------ |
| 1955 | Battle Cry                             | Soldado L. Q. Jones                | Acreditado como Justus McQueen |
| 1955 | An Annapolis Story                     | Watson                             |                                |
| 1955 | Target Zero                            | Soldado Felix O'Hara               |                                |
| 1956 | Santiago                               | Digger                             |                                |
| 1956 | Toward the Unknown                     | Teniente Segundo Sweeney           |                                |
| 1956 | Between Heaven and Hell                | Soldado Kenny Co. G                |                                |
| 1956 | Love Me Tender                         | Pardee Fleming                     | No acreditado                  |
| 1957 | Men in War                             | Sargento Davis                     |                                |
| 1957 | Operation Mad Ball                     | Ozark                              |                                |
| 1957 | Gunsight Ridge                         | Ayudante perezoso del Rancho Heart |                                |
| 1958 | The Young Lions                        | Soldado Donnelly                   | No acreditado                  |
| 1958 | Buchanan Rides Alone                   | Pecos Hill                         |                                |
| 1958 | The Naked and the Dead                 | Woodrow "Woody" Wilson             |                                |
| 1958 | Torpedo Run                            | Hash Benson                        |                                |
| 1959 | Warlock                                | Fen Jiggs                          | No acreditado                  |
| 1959 | Battle of the Coral Sea                | Yeoman Halliday                    |                                |
| 1959 | Hound-Dog Man                          | Dave Wilson                        |                                |
| 1960 | Ten Who Dared                          | Billy "Missouri" Hawkins           |                                |
| 1960 | Flaming Star                           | Tom Howard                         |                                |
| 1960 | Cimarron                               | Millis                             |                                |
| 1962 | Ride the High Country                  | Sylvus Hammond                     |                                |
| 1962 | Hell Is for Heroes                     | Sargento de Suministros Frazer     |                                |
| 1963 | Showdown                               | Foray                              |                                |
| 1964 | Iron Angel                             | Buttons                            |                                |
| 1964 | The Devil's Bedroom                    |                                    | Acreditado como Justus McQueen |
| 1964 | Apache Rifles                          | Mike Greer                         |                                |
| 1965 | Major Dundee                           | Arthur Hadley                      |                                |
| 1966 | Nevada Smith                           | Cowboy                             | No acreditado                  |
| 1968 | Stay Away, Joe                         | Bronc Hoverty                      |                                |
| 1968 | The Counterfeit Killer                 | Hotel Clerk Hanging Party          |                                |
| 1968 | Hang 'Em High                          | Loomis                             |                                |
| 1969 | The Witchmaker                         |                                    | No acreditado                  |
| 1969 | The Wild Bunch                         | T. C.                              |                                |
| 1970 | The Ballad of Cable Hogue              | Taggart                            |                                |
| 1970 | The McMasters                          | Russel                             |                                |
| 1971 | The Hunting Party                      | Hog Warren                         |                                |
| 1971 | The Brotherhood of Satan               | Sheriff                            |                                |
| 1972 | 43: The Richard Petty Story            | Ed Koler                           |                                |
| 1972 | The Bravos                             | Ben Lawler                         |                                |
| 1973 | Pat Garrett & Billy the Kid            | Black Harris                       |                                |
| 1975 | Un muchacho y su perro                 | Actor en película porno-suave      | Director                       |
| 1975 | White Line Fever                       | Buck                               |                                |
| 1975 | Winterhawk                             | Gates                              |                                |
| 1976 | Mother, Jugs & Speed                   | Sheriff Davey                      |                                |
| 1979 | Fast Charlie... the Moonbeam Rider     | Floyd                              |                                |
| 1982 | The Beast Within                       | Sheriff Bill Pool                  |                                |
| 1982 | Melanie                                | Buford                             | No acreditado                  |
| 1982 | Timerider: The Adventure of Lyle Swann | Ben Potter                         |                                |
| 1983 | Sacred Ground                          | Tolbert Coleman                    |                                |
| 1983 | Lone Wolf McQuade                      | Dakota                             |                                |
| 1988 | Bulletproof                            | Sargento O'Rourke                  |                                |
| 1989 | River of Death                         | Hiller                             |                                |
| 1990 | The Legend of Grizzly Adams            | Reno                               |                                |
| 1994 | Lightning Jack                         | Sheriff Tom                        |                                |
| 1995 | The Friends of Harry                   | Senador                            |                                |
| 1995 | Casino                                 | Comisionado Pat Webb               |                                |
| 1996 | Tornado!                               | Ephram Thorne                      |                                |
| 1997 | The Edge                               | Styles                             |                                |
| 1998 | El último patriota                     | Frank                              |                                |
| 1998 | La máscara del Zorro                   | Jack Tres-Dedos                    |                                |
| 2001 | Route 666                              | Sheriff Bob Conaway                |                                |
| 2006 | A Prairie Home Companion               | Chuck Akers                        |                                |

### Televisión
| Año     | Título                                 | Papel                          | Notas                                                           |
| ------- | -------------------------------------- | ------------------------------ | --------------------------------------------------------------- |
| 1955    | Cheyenne                               | Smitty                         | 3 episodios                                                     |
| 1956    | Annie Oakley                           | Cal Upton y Ned Blane          | 2 episodios                                                     |
| 1957    | The Joseph Cotten Show: On Trial       | Jedediah "Jed" Boone           | Episodio: "Dog vs. Biddeford"                                   |
| 1957    | The Silent Service                     |                                | Episodio: "The Final War Patrol"                                |
| 1958    | Flight                                 |                                | Episodio: "Window in the Sky"                                   |
| 1958    | Men of Annapolis                       |                                | Episodio: "Mister Fireball"                                     |
| 1958    | Jefferson Drum                         | Burdette                       | Episodio: "The Keeney Gang"                                     |
| 1958    | Perry Mason                            | Charles Barnaby                | "The Case of the Lonely Heiress"                                |
| 1958–62 | Lassie                                 | Abogado Blake                  | 3 episodios                                                     |
| 1959    | Black Saddle                           | Jack Shepherd                  | Episodio: "Client: Banks"                                       |
| 1959    | Tightrope                              | Earl Bell                      | Episodio: "The Frame"                                           |
| 1959    | Wichita Town                           | Walter                         | Episodio: "Drifting"                                            |
| 1959    | Laramie                                | John MacLean                   | Episodio: "Dark Verdict"                                        |
| 1959    | Wagon Train                            | Squirrel Charvanaugh           | Episodio: "The Old Man Charvanaugh Story"                       |
| 1959–61 | Tales of Wells Fargo                   | Striker                        | 2 episodios                                                     |
| 1960    | Johnny Ringo                           | Billy Boy Jethro               | Episodio: "Four Came Quietly"                                   |
| 1960    | Lock Up                                | Tex                            | Episodio: "Death and Taxes"                                     |
| 1960    | Buick-Electra Playhouse                | Jinete del rodeo               | Episodio: "The Gambler, the Nun and the Radio"                  |
| 1960    | Klondike                               | Joe Teel                       | 3 episodios                                                     |
| 1960    | The Rebel                              | Otis Rumpf                     | 2 episodios                                                     |
| 1960    | Two Faces West                         |                                | Episodio: "The Last Man"                                        |
| 1960    | Laramie                                | Actor                          | Episodio: "The Dark Trail"                                      |
| 1961    | The Detectives Starring Robert Taylor  | Betty Merriwether              | Episodio: "Kinfolk"                                             |
| 1961    | The Life and Legend of Wyatt Earp      | Tex                            | Episodio: "Casey and the Clowns"                                |
| 1961    | The Americans                          | Yonts                          | Episodio: "The Coward"                                          |
| 1961    | Two Faces West                         |                                | Episodio: "The Noose"                                           |
| 1961    | Laramie                                | Homer                          | Episodio: "Cactus Lady"                                         |
| 1961    | Laramie                                | Truk                           | Episodio: "Siege at Jubilee"                                    |
| 1961    | Wagon Train                            | Lenny                          | Episodio: "The Christopher Hale Story"                          |
| 1962    | Lawman                                 | Ollie Earnshaw                 | Episodio: "The Bride"                                           |
| 1962    | The Rifleman                           | Charley Breen                  | Episodio: "Day of Reckoning"                                    |
| 1962    | The Wide Country                       | Whicker                        | Episodio: "Straightjacket for an Indian"                        |
| 1962    | Ben Casey                              | Stan Galloway                  | Episodio: "The Fireman Who Raised Rabbits"                      |
| 1962    | Have Gun - Will Travel                 | Little Fontana                 | Episodio: "Lazarus"                                             |
| 1962    | Have Gun – Will Travel                 | Bill Renn – Cowboy a la deriva | Episodio: "The Waiting Room"                                    |
| 1962    | Laramie                                | Johnny Duncan                  | Episodio: "The Replacement"                                     |
| 1962    | Laramie                                | Neeley                         | Episodio: "Among the Missing"                                   |
| 1962    | Laramie                                | Frank Keefer                   | Episodio: "Shadow of the Past"                                  |
| 1963    | Have Gun – Will Travel                 | Hector Mackenby                | Episodio: "Debutante"                                           |
| 1963    | Route 66                               | Babe                           | Episodio: "Shall Forfeit His Dog and Ten Shillings to the King" |
| 1963    | Laramie                                | Sargento                       | Episodio: "The Stranger"                                        |
| 1963    | Empire                                 | L. Q.                          | Episodio: "The Convention"                                      |
| 1963    | Perry Mason                            | Lewis                          | Episodio: "The Case of the Badgered Brother"                    |
| 1963    | Wagon Train                            | Esdras                         | Episodio: "Charlie Wooster—Outlaw"                              |
| 1963    | Wagon Train                            | Ike Truman                     | Episodio: "The Robert Harrison Clarke Story"                    |
| 1963    | Rawhide                                | George Cornelius               | Episodio: "Incident at El Crucero"                              |
| 1963–71 | The Virginian                          | Andy Belden                    | 25 episodios                                                    |
| 1964    | Wagon Train                            | Soldado James Jones            | Episodio: "The Duncan McIvor Story"                             |
| 1964    | Rawhide                                | Cabo Wayne                     | Episodio: "Incident at Gila Flats"                              |
| 1964    | Rawhide                                | Luke                           | Episodio: "The Race"                                            |
| 1965    | Rawhide                                | Pee Jay Peters                 | 2 episodios                                                     |
| 1965    | Mi marciano favorito                   | Frank James                    | Episodio: "The Time Machine Is Waking Up That Old Gang of Mine" |
| 1966    | A Man Called Shenandoah                | Ben Lloyd                      | Episodio: "Rope's End"                                          |
| 1966    | Pistols 'n' Petticoats                 | Primer pistolero               | Episodio: "Sir Richard of Wretched"                             |
| 1966    | ABC Stage 67                           | Comisario                      | Episodio: "Noon Wine"                                           |
| 1966    | Bob Hope Presents the Chrysler Theatre | Empleado del hotel             | Episodio: "The Faceless Man"                                    |
| 1966    | The Big Valley                         | Cort                           | Episodio: "By Force and Violence"                               |
| 1967    | The Big Valley                         | Curtis                         | Episodio: "Court Martial"                                       |
| 1967    | The Big Valley                         | Earl Vaughan                   | Episodio: "Showdown in Limbo"                                   |
| 1967    | The Big Valley                         | Hutch                          | Episodio: "Ambush"                                              |
| 1967    | Bob Hope Presents the Chrysler Theatre | Ernie Packer                   | Episodio: "The Lady is My Wife"                                 |
| 1967    | The F.B.I.                             | Wesley Davis                   | Episodio: "The Gold Card"                                       |
| 1967    | Cimarron Strip                         | Barnes                         | Episodio: "The Battleground"                                    |
| 1967    | Cimarron Strip                         | Lummy                          | Episodio: "The Search"                                          |
| 1967    | Hondo                                  | Allie                          | Episodio: "Hondo and the Death Drive"                           |
| 1968    | The Big Valley                         | Gus Vandiver                   | Episodio: "Fall of a Hero"                                      |
| 1969    | Gunsmoke                               | Kittridge                      | Episodio: "The Good Samaritans"                                 |
| 1969    | Hawaii Five-O                          | Coronel Lew Cardell            | Episodio: "King of the Hill"                                    |
| 1969    | Lancer                                 | Slate Meek                     | Episodio: "Blind Man's Bluff"                                   |
| 1970    | Gunsmoke                               | Sumner Pendleton               | Episodio: "The Gun"                                             |
| 1970    | Gunsmoke                               | Nix                            | Episodio: "Albert"                                              |
| 1971    | Alias Smith and Jones                  | Clint Weaver                   | Episodio: "Stagecoach Seven"                                    |
| 1971    | The F.B.I.                             | Al Tanner                      | Episodio: "Dynasty of Hate"                                     |
| 1971    | Cannon                                 | Phil Mackey                    | Episodio: "Fool's Gold"                                         |
| 1971    | Cade's County                          | Grover Curtis                  | Episodio: "Delegate at Large"                                   |
| 1972    | Gunsmoke                               | Gecko Ridley                   | Episodio: "Tara"                                                |
| 1972    | Alias Smith and Jones                  | Drunk                          | Episodio: "The Men That Corrupted Hadleyburg"                   |
| 1972    | The Delphi Bureau                      | Cole                           | Episodio: "The Man Upstairs-The Man Downstairs Project"         |
| 1972    | The Bold Ones: The New Doctors         | Dr. Dietrich                   | Episodio: "A Purge of Madness"                                  |
| 1972    | Alias Smith and Jones                  | Peterson                       | Episodio: "McGuffin"                                            |
| 1973    | Ironside                               | Harry Ashton                   | Episodio: "The Caller"                                          |
| 1973    | Kung Fu                                | Sargento Straight              | Episodio: "An Eye for an Eye"                                   |
| 1973    | Assignment Vienna                      | Actor                          | Episodio: "A Deadly Shade of Green"                             |
| 1973    | Cannon                                 | Sheriff Virgil Spoontz         | Episodio: "Perfect Alibi"                                       |
| 1974    | The Magician                           | Johnson                        | 2 episodios                                                     |
| 1974    | Ironside                               | Cardiff                        | Episodio: "Riddle at 24,000"                                    |
| 1975    | Kung Fu                                | Alcalde Clarke Bealson         | Episodio: "The Last Raid"                                       |
| 1975    | Matt Helm                              | Actor                          | Episodio: "Deadly Breed"                                        |
| 1976    | Movin' On                              | Flakey Edwards                 | Episodio: "The Big Switch"                                      |
| 1976    | Charlie's Angels                       | Sargento Billings              | Episodio: "Bullseye"                                            |
| 1977    | McCloud                                | Kenny Hingle                   | Episodio: "The Moscow Connection"                               |
| 1978    | CHiPs                                  | Hoskins                        | Episodio: "Rustling"                                            |
| 1978    | Charlie's Angels                       | Dan Jarvis                     | Episodio: "Angels in the Backfield"                             |
| 1978    | Columbo                                | Traficante de armas            | Episodio: "The Conspirators"                                    |
| 1978    | The Eddie Capra Mysteries              | Dr. Amos                       | Episodio: "Dying Declaration"                                   |
| 1979    | How the West Was Won                   | Batlin                         | Episodio: "Luke"                                                |
| 1979    | The Runaways                           | Matthew Turner                 | Episodio: "They'll Never Forgive Me"                            |
| 1979    | El Increíble Hulk                      | Jake White                     | Episodio: "Jake"                                                |
| 1979    | The Dukes of Hazzard                   | Warren                         | Episodio: "Witness for the Persecution"                         |
| 1979    | Charlie's Angels                       | Burdette                       | Episodio: "Angel Hunt"                                          |
| 1980    | Vega$                                  | Everett Mason                  | Episodio: "The Lido Girls"                                      |
| 1980    | Charlie's Angels                       | Sam Mason                      | Episodio: "An Angel's Trail"                                    |
| 1980    | El Increíble Hulk                      | Director                       | Episodio: "On the Line"                                         |
| 1980    | Enos                                   | Garrett                        | Episodio: "Blu Flu"                                             |
| 1981    | Walking Tall                           | John Whitter                   | Episodio: "Hitman"                                              |
| 1981    | Riker                                  | Massey                         | Episodio: "Honkytonk"                                           |
| 1982    | The Dukes of Hazzard                   | Morton                         | Episodio: "The Sound of Music – Hazzard Style"                  |
| 1982    | The Fall Guy                           | Sheriff Wyatt Le Clerc         | 2 episodios                                                     |
| 1983    | Voyagers!                              | Agente de control en tierra #1 | Episodio: "All Fall Down"                                       |
| 1983–84 | The Yellow Rose                        | Sheriff Lew Wallace            | 10 episodios                                                    |
| 1984    | Matt Houston                           | Sheriff Loftus                 | Episodio: "The Monster"                                         |
| 1986    | The A-Team                             | Chuck Danford                  | Episodio: "Cowboy George"                                       |
| 1991    | Adam 12                                | Sr. Weaver                     | Episodio: "Crack House"                                         |
| 1994    | Walker, Texas Ranger                   | Billy Selkirk                  | Episodio: "Deadly Reunion"                                      |
| 1994–96 | Renegade                               | Nathan Wayne                   | 5 episodios                                                     |
| 1999    | The Jack Bull                          | Henry Ballard                  | Película de HBO                                                 |
| 2004    | Dr. Vegas                              | Hondo                          | Episodio: "All In"                                              |